# Epicauta weixiensis
Epicauta weixiensis is een keversoort uit de familie van oliekevers (Meloidae). De wetenschappelijke naam van de soort is voor het eerst geldig gepubliceerd in 1992 door Tan.